# El Ramillete
El Ramillete är en ort i Mexiko.   Den ligger i kommunen León och delstaten Guanajuato, i den centrala delen av landet, 300 km nordväst om huvudstaden Mexico City. El Ramillete ligger 1 766 meter över havet och antalet invånare är 880.
Terrängen runt El Ramillete är huvudsakligen platt, men norrut är den kuperad. Runt El Ramillete är det mycket tätbefolkat, med 1 135 invånare per kvadratkilometer. Närmaste större samhälle är León de los Aldama, 13,8 km nordost om El Ramillete. Trakten runt El Ramillete består till största delen av jordbruksmark.